# ایان بیشاپ (بازیکن فوتبال)
ایان بیشاپ (انگلیسی: Ian Bishop؛ زادهٔ ۲۹ مهٔ ۱۹۶۵) بازیکن فوتبال اهل بریتانیا است.
از باشگاه‌هایی که در آن بازی کرده‌است می‌توان به باشگاه فوتبال رادکلیف بورو، باشگاه فوتبال کرو آلکساندرا، باشگاه فوتبال ای‌اف‌سی بورنموث، باشگاه فوتبال روچدیل، باشگاه فوتبال کارلایل یونایتد، باشگاه فوتبال منچستر سیتی، باشگاه فوتبال اورتون، و باشگاه فوتبال وستهام یونایتد اشاره کرد.
وی همچنین در تیم ملی فوتبال England B بازی کرده‌است.